# Andrew Anglin
Andrew Anglin (Columbus, Ohio; 27 de julio de 1984) es un neonazi estadounidense, supremacista blanco, teórico de la conspiración antisemita, negacionista del Holocausto y editor del sitio web The Daily Stormer. Anglin fundó el sitio web como un reemplazo de ritmo más rápido para su sitio web original Total Fascism, donde publicó sus ensayos de formato largo sobre el fascismo, la raza y las teorías de conspiración antisemitas. El sitio web toma prestados elementos de la doctrina nazi y los combina con memes de Internet que se originan en 4chan para atraer a un público más joven.

## Primeros años y educación
Anglin nació en 1984 y creció cerca de Columbus, Ohio. Según Anglin y sus compañeros de clase de la infancia, era liberal en su juventud. Asistió al Programa Alternativo Linworth y a la Escuela Secundaria Worthington Kilbourne de 1999 a 2003, donde fue recordado como un vegano ateo con rastas que usaba una sudadera con capucha y un parche que decía "fuck racism". Sus amigos en la escuela secundaria informan que su comportamiento cambió durante su segundo año en Linworth, donde exhibió comportamientos de autolesión, y comenzó a promover teorías de conspiración. Después de la secundaria, Anglin tomó clases en Columbus State Community College en 2003 y estudió inglés en la Universidad Estatal de Ohio durante un semestre en 2004.

## Carrera
En 2006, Anglin lanzó un sitio web de teoría de la conspiración, Outlaw Journalism, que, según afirma, se inspiró en los trabajos de Alex Jones y Hunter S. Thompson, a quienes Anglin admiraba.
 

Dejó los Estados Unidos en 2007 y se mudó a Asia, lo que describió como una experiencia "increíble" donde desarrolló "afinidad por las razas asiáticas":
A medida que me involucraba más en conspiraciones, comencé a sentirme cada vez más alienado y, a los 23 años, dejé Estados Unidos para irme a vivir a Asia, donde trabajé enseñando inglés y observé la cultura. Durante este período, desarrollé una afinidad por las razas asiáticas, que todavía me acompaña. Creo que es un pueblo civilizado, no agresivo y trabajador. Cuando tenía veintitantos años, mientras aún residía en Asia (y por lo tanto tenía fácil acceso a la impresión de libros baratos), me hice partidario de Jacques Ellul, Jean Baudrillard y Julius Evola, entre otros pensadores filosóficos tradicionalistas, antimodernistas y trascendentalistas; y comencé a explorar la idea de "primitivismo"- es decir, la idea de que un modo de vida mucho más simple servía mejor al ser humano, espiritual y socialmente. En este punto, fui a pasar un tiempo con varias tribus primitivas en las naciones menos desarrolladas del sudeste asiático.  
En 2008, después de publicar en Outlaw Journalism que la única manera de que la humanidad sobreviviera era volver a un estilo de vida de cazadores-recolectores, Anglin comenzó a viajar por el sudeste asiático y finalmente terminó en la ciudad de Dávao. En 2011, pasó varias semanas en una aldea Tboli en el sur de Mindanao, donde inicialmente tenía la intención de quedarse de forma permanente, vendiendo algunas de sus posesiones para recaudar dinero para una dote para casarse con dos mujeres musulmanas locales. En 2012, Anglin escribió que consideraba que los lugareños eran "personas civilizadas, no agresivas y trabajadoras", pero finalmente llegó a considerarlos demasiado "primitivos", se volvió solitario y solo quería asociarse con miembros de su propia raza. "Por la gracia de Dios, encontré a Adolf Hitler".
En 2012, Anglin lanzó otro sitio web, Adventure Quest 2012, que discutía teorías de conspiración como la existencia de humanoides reptilianos. Describió que el objetivo del sitio busca "reparar las heridas producidas por la sociedad moderna... y [ayudar] al lector a trascender estos lazos físicos y alcanzar una ascendencia total. Para reparar estas heridas, el mundo debe aprender a aceptar la diversidad y el color". Más tarde, en 2012, lanzó su primer sitio web neonazi, Total Fascism. Sintiendo que Total Fascism no era atractivo para un grupo demográfico más joven y tenía artículos que eran demasiado largos, Anglin lanzó The Daily Stormer el 4 de julio de 2013, con artículos más breves y un estilo más provocador.

### Demanda de SPLC
En abril de 2017, el Southern Poverty Law Center presentó una demanda federal en nombre de Tanya Gersh, acusando a Anglin de instigar una campaña de acoso antisemita contra Gersh, un agente inmobiliario de Whitefish, Montana. En julio de 2019, un juez emitió una sentencia por incumplimiento de $14 millones contra Anglin, quien se esconde y se ha negado a comparecer ante el tribunal.

### Sinesv. Kessler
En octubre de 2017, Anglin fue nombrado acusado en un caso presentado por nueve residentes de Charlottesville luego de la manifestación Unite the Right en agosto de 2017. Anglin fue nombrado junto con Robert "Azzmador" Ray como responsable del sitio web The Daily Stormer, así como de Moonbase Holdings. Se dictó una sentencia en rebeldía contra Anglin, que no participó en el juicio.

## Puntos de vista
Anglin ha declarado: "El objetivo es limpiar étnicamente a las naciones blancas de no blancos y establecer un gobierno autoritario. Mucha gente también cree que los judíos deberían ser exterminados". Anglin también utiliza The Daily Stormer como una plataforma para promover teorías de conspiración misóginas, alegando que "mujeres blancas políticamente activas en todo el mundo occidental" están presionando por políticas liberales de inmigración "para asegurar un suministro interminable de hombres negros y árabes para satisfacer sus necesidades y deseos sexuales depravados". En julio de 2018, Anglin resumió sus puntos de vista misóginos y escribió: "Mira, odio a las mujeres. Creo que merecen ser golpeadas, violadas y encerradas en jaulas". Anglin también niega el Holocausto. Aunque ha adoptado puntos de vista neonazis, ha intentado cambiar el nombre de su ideología como "nacionalismo estadounidense". Anglin declaró que estaba de acuerdo con los principios centrales del nazismo en 2014, pero tenía reservas sobre la reactivación de todos los aspectos del régimen de Hitler. Un "troll" autoproclamado, Anglin declaró que había sido presentado al nazismo en el tablón de imágenes en línea 4chan.

## Crítica
Anglin ha recibido críticas de algunas otras organizaciones nacionalistas blancas, como el sitio web Counter-Currents, que consideran que The Daily Stormer es vulgar y no les gusta su enfoque lleno de troles. La Liga Antidifamación dice que Anglin es controvertido entre los supremacistas blancos por sus relaciones pasadas con mujeres asiáticas y por su misoginia, incluso hacia las mujeres blancas.